# Leucophora annexa
Leucophora annexa este o specie de muște din genul Leucophora, familia Anthomyiidae, descrisă de Huckett în anul 1940. Conform Catalogue of Life specia Leucophora annexa nu are subspecii cunoscute.